# TI-81

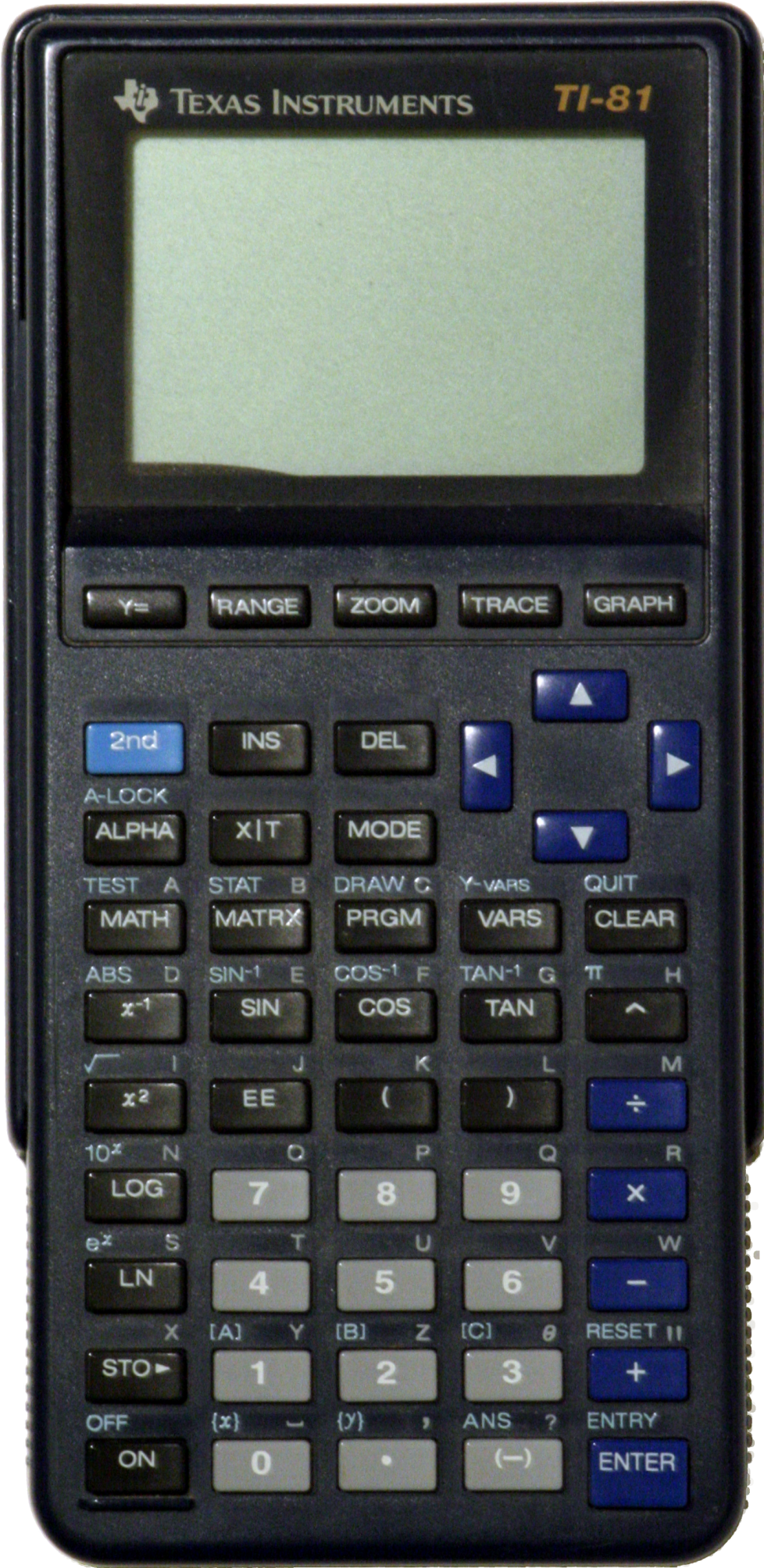
TI-81

Der TI-81 ist der erste von Texas Instruments hergestellte grafikfähige Taschenrechner. Bei seiner Einführung 1990 war er insbesondere für den Einsatz im Algebra- und Analysisunterricht gedacht. Mit seinen im Laufe der Jahre zahlreich weiter entwickelten Nachfolgemodellen (TI-82, TI-83, TI-83 Plus und TI-84 Plus) hat er großteils die Grundfunktionen und -einstellungen sowie das hier erstmals (bei Texas Instruments) eingeführte 96x64 Pixel Display gemeinsam.
Kern des TI-81 ist ein Zilog-Z80-Mikroprozessor, wie er in den meisten graphischen Taschenrechnern von Texas Instruments verwendet wird. Während der Prozessor üblicherweise mit mindestens 6 MHz und zum Teil mit bis zu 15 MHz getaktet wird, läuft er beim TI-81 nur mit 2 MHz. Der TI-81 besitzt 2,4 KB RAM.
Die Benutzereingaben des TI-81 erfolgen im sogenannten 'Equation Operation System'. Dieses ist mit den Interfaces der Nachfolgemodelle vergleichbar.
Zum Funktionsumfang dieses System gehört die zweidimensionale Darstellung parametrischer Graphen (zusätzlich zu zweidimensionalen graphischen Standarddarstellungen), trigonometrische Berechnungen (in Grad oder RAD), einfache Zeichenfähigkeiten, Erstellung und Handhabung von bis zu 6x6 großen Matrizen sowie die Programmierung in der Texas Instruments eigenen Programmiersprache TI-BASIC.
Wie bei seinen Nachfolgemodellen erfolgt die Energieversorgung des TI-81 durch vier AAA-Batterien sowie eine CR1616- oder CR1620-Lithium-Batterie als Pufferbatterie, die Programme und Speicherinhalt bspw. während des Batteriewechsels bewahrt.
Texas Instruments vertreibt zudem eine Emulator-Software für PC, welche den TI-81 und dessen Rechenfunktionen nachahmt.